# Eburia fisheri
Eburia fisheri là một loài bọ cánh cứng trong họ Cerambycidae.